# 香港空氣污染
香港空氣污染是香港特別行政區面臨的嚴重環境問題，對居民健康與生活品質造成顯著影響。 
根據環保署資料，截至2023年香港的主要空氣污染物包括：二氧化硫（SO2）、氮氧化物（NOx）、可吸入懸浮粒子（RSP或PM10）、微細懸浮粒子（FSP或PM2.5）、揮發性有機化合物（VOC）、一氧化碳（CO）、臭氧和鉛。
主要排放源包括非燃燒源（例如建築灰塵、道路揚塵、採石場、油漆和相關溶劑、消費品和印刷和烹飪油煙等）；公共發電、道路運輸、船運、空運；其他燃燒源（例如在建築工地和貨櫃碼頭運行的非道路移動機械）和山火。
建造工程塵埃主要由《空氣污染管制(建造工程塵埃)規例》監管，截至2024年3月，全港共有地盤1668個，當中約一半為私人工程，另一半則爲公營項目。至於家居裝修項目每年則多於20萬個，受影響人數估計超過100萬（此數字並未包括商場、商場店舖、地鋪、辦工室、交通設施、公共設施等的裝修、翻新工程）。
香港只佔珠江三角洲5%的土地，但製造的空氣污染，比鄰近的深圳市及廣州市為高。2011至2021年這10年間香港領牌車輛總數由63萬架大幅增加至81.8萬架，增幅高達3成。截至2023年年底，每公里道路上行走的領有牌照車輛約364輛。隨着新冠疫情後恢復通關及一簽多行政策的捲土重來，港珠澳大橋的客流量及車流量均屢創新高，2024年出入境客流量超過2千7百萬，出入境車流超過5百50萬輛，按年增幅越逾7成，兩數字均創歷史新高。另外，2024年日客流量多於10萬人次的天數達50天，是2023年的10倍。

## 影響
空氣污染對經濟及市民健康都會帶來嚴重後果，甚至可能影響身體的每一個器官，而且對新冠肺炎的發病率及致命率皆有着重要角色，其中懸浮粒子可能是病毒長程傳播的載體；空氣污染亦導致環境不公義。
衛生署衞生防護中心指出，空氣污染的部分影響包括可致鼻子及喉嚨痕癢、咳嗽、氣喘、胸痛或胸悶等，亦會令哮喘或慢性呼吸系統疾病患者病情加重。空氣污染對兒童及長者的影響更大。“呼吸系統及心血管疾病入院及過早死亡的人數與嚴重空氣污染之間有著重要的關連”。戶外空氣污染物亦為人類致癌物（第1類），會增加患癌的風險。

## 相關法例

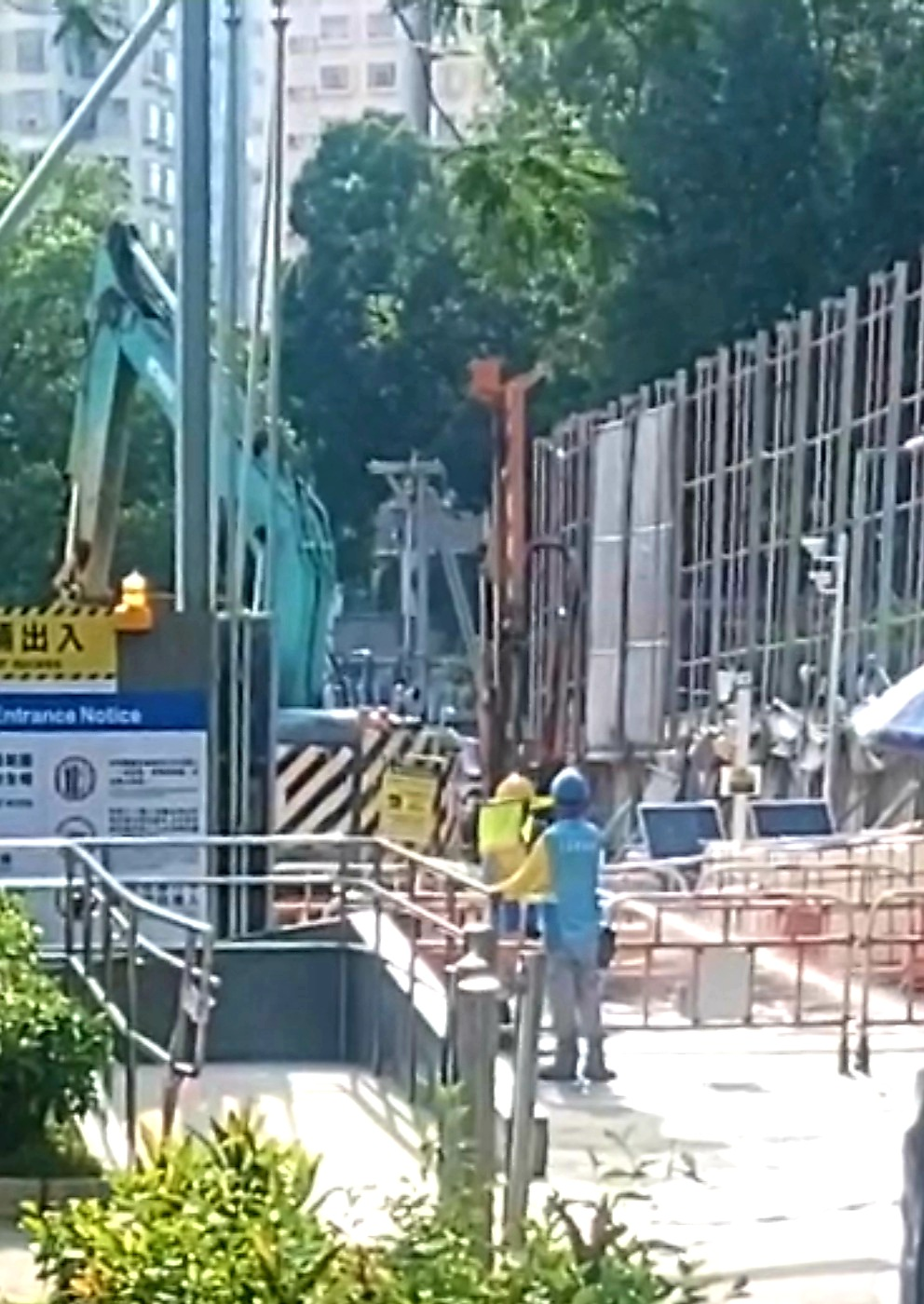
工人在建築地盤入口灑水

在香港，固定污染源造成的空氣污染主要由《空氣污染管制條例》及其附屬規例監管，部分活動亦需事先向環保署申請或通知署方。以下為該條例及其他相關法例中的一些內容節錄：
- 進行指明工序必須向環保署申領牌照。[21]
- 《空氣污染管制(建造工程塵埃)規例》規定的應呈報工程，有關建造工地的承建商須就擬進行工程一事通知環保署。[21]另外，「凡以氣動或電力推動進行鑽孔、切割、磨光或進行其他機械碎破作業而導致塵埃排散，除非該工序是連同有效的吸塵過濾器件的操作，否則須不斷地在進行該等鑽孔、切割、磨光或其他機械碎破作業的表面噴灑水或塵埃抑制化學劑。……」[2]
- 任何易生塵埃物料必須用不滲透的隔塵布完全覆蓋，置於3面和頂部均有遮蔽的範圍內，或以水或塵埃抑制化學劑噴灑，從而維持整個表面濕潤。[2]
- 建築物拆卸工程進行的範圍無論是拆卸前、拆卸後、或拆卸期間均須用水或塵埃抑制化學劑噴灑，以維持整個表面濕潤；任何「靠緊或朝向街、供維修用通道或其他公眾可達露天範圍並要拆卸的建築物的牆壁」，必須以不滲透的隔塵布或隔塵板圍封整塊牆壁，圍蔽的高度必須超出被拆卸構築物的最高水平最少1米；移走存料堆後剩下的任何易生塵埃物料均須以水弄濕，殘留在道路或街道表面上的該等物料亦必須予以清除；另外亦必須遵守《空氣污染管制(建造工程塵埃)規例》(第311章第43條) 第III及IV部列出的有關規定。[2]
- 根據《廢物處置條例》，公眾地方棄置建築廢物首次被定罪最高可罰款二十萬元和監禁六個月，如再犯則最高可被罰款五十萬元及監禁六個月。[22]
- 《空氣污染管制(非道路移動機械)(排放)規例》規定，在建造工地、機場或貨櫃碼頭等使用的非道路移動機械需獲署方發出的核準或豁免標籤。[21]
- 《空氣污染管制(火爐、烘爐及煙囪)(裝置及改裝)規例》規定如火爐或煙囪的燃料總耗量超逾法定規限，安裝或改裝必須先得到署方批准。[21]
- 《空氣污染管制(露天焚燒)規例》禁止多種露天焚燒活動。[21]
- 舉凡涉及拆除、使用或處置石棉的工程，處所擁有者必須事先告知署方該等工程之動工日期；此外除非得到豁免，否則處所擁有者必須向署方呈交石棉調查報告及石棉消減計劃。[21]
- 爆破工程30米以內所有範圍均需於爆破前事用水弄濕。除非獲得事先批准，否則強風訊號或3號或更高的熱帶氣旋警告訊號生效時不得進行爆破。[2]

## 部分應對方案
- 「好 好 斗」移動應用程序[23]
- 以公共交通及集體運輸系統為主導，例如發展啟德智慧綠色集體運輸系統，以減低私家車帶來的污染

## 空氣質素健康指數

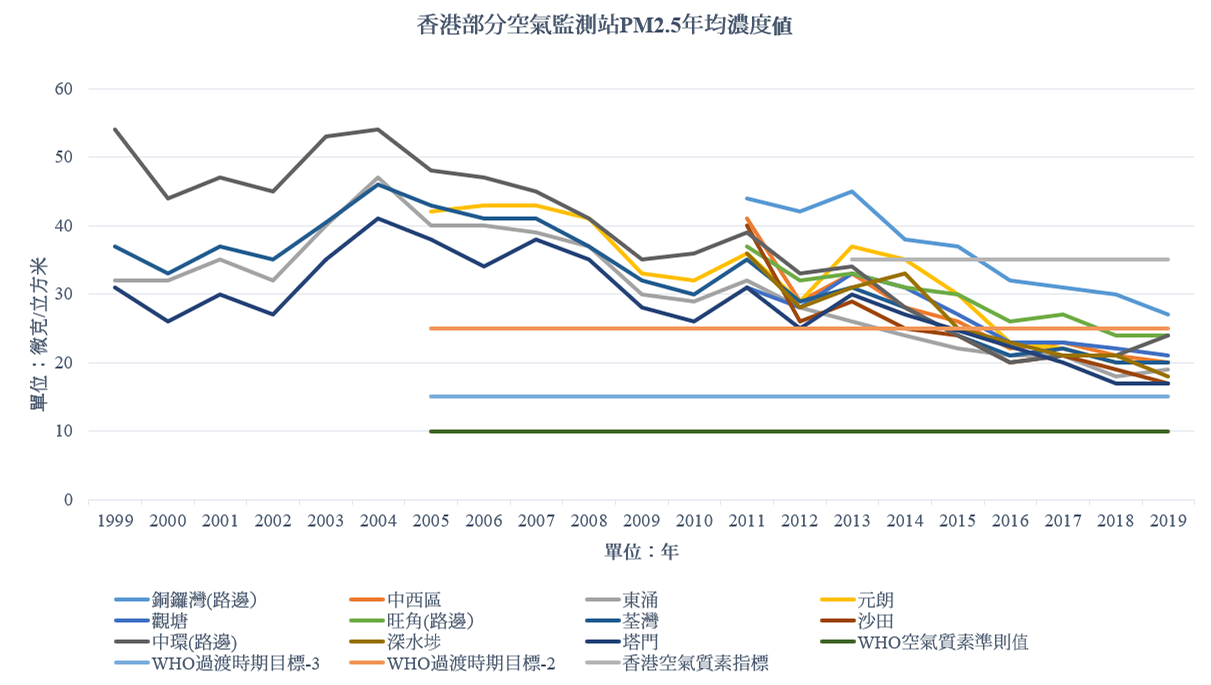
香港部分監測站PM2.5年均濃度

由環保署提供的污染物和AQHI分佈。
數據顯示，香港PM2.5年均濃度超出世界衛生組織的準則值。
截至2025年，全港僅約18個固定監測站，指數涵蓋的四種污染物包括二氧化硫、二氧化氮、懸浮粒子（包括可吸入懸浮粒子（PM10）及微細懸浮粒子（PM2.5））及臭氧。有學者曾指出監測站數目不足令香港空氣質素數據匱乏，而且由於監測站一般並不毗鄰污染源，所監測的污染物種類亦有限（如不包括鉛），亦不涵蓋室內污染的數據，而懸浮粒子的測量只反映其重量而非數量（粒子數濃度，Particle number concentratio, PNC），未必能充分顯示超微細懸浮粒子的影響，這些因素均令空氣質素對健康的影響未必能全數於指數中反映，亦有可能令市民在指數標示空氣質素良好的日子産生與事實有落差的安全感。不過，雖然指數未必能反映所有不同類型污染的影響，但其數據，特別是標示為健康風險高的時候，還是非常有參考價值的。
近年開始有研究提倡個人化的空氣監測（Personalised air quality monitoring），與之相關的概念又稱Exposome。

## 室內空氣質素
室內空氣質素可受內部及外來因素所影響。內部污染源可包括興建建築物時使用的建築材料、後續裝修時使用或清拆出來的材料、剝落的石屎及油漆、傢俬、影印機和鐳射打印機、含揮發性有機化合物的消費品（如化妝品、香氛產品、清潔劑及殺蟲劑）、乾洗衣物、吸煙、用氣體煮食爐煮食、以及使用樓宇人士及其物品帶入的塵埃等。常見污染物包括懸浮粒子、氡、甲醛、揮發性有機化合物 (VOCs)、香煙煙霧、臭氧（來自影印機和鐳射打印機）、霉菌、一氧化碳、二氧化碳和多環芳香烴（PAHs）等。
外部污染源可包括所有室外空氣污染的源頭，以及位於其他單位、樓層或附近建築物的污染源，香港較為常見而又接近民居的包括：裝修及清拆工程（可包括水泥、混凝土、木材、石材、塑膠、飾面、油漆、有機溶劑、各式化學品、各式成分複雜的複合材料、回收再造物料等等的製備、切割、研磨或擊碎，亦可包括高危工序如燒焊等）、樓宇大維修、（盛載生塵物料／建築廢料的）環保斗、
混凝土攪拌車（田螺車）、地盤（興建或拆卸）、道路工程、工務工程、使用柴油的機器、焚燒冥鏹、焚燒植物及垃圾（多見於新界）、DIY、廟宇、露天燒烤餐廳、回收場、堆填區、各種廢物處理設施、貨倉、碼頭、車輛密集的地方、汽車廢氣、非法燃油的排放、道路揚塵（可以是本來已位於路面的塵埃，也可以是輪胎與路面磨擦而生的灰塵，亦可以是車輛從各處沾染而來的微粒）、工廠、混凝土廠等等。污染物進入或於室內傳播的途徑包括由低樓層或地下室通過樓梯間或電梯向上傳遞，經門戶、經窗戶、其他縫隙（如牆壁地板等）、喉管、假天花等，亦可經通風系統進入，如（中央）冷氣系統、抽風系統等等。

## 另見
- 綠水青山就是金山銀山 | 高質量發展
- 污染與腦部疾病 | 物質誘發的精神病
- 世貿中心肺 | 九一一襲擊事件對健康的影響（英语：Health effects arising from the September 11 attacks）
- 樓宇復修綜合支援計劃 | 樓宇更新大行動 | 市區重建局
- 裝修 | 翻新工程 | 商場 | 商鋪
- 地盤 | 建築廢料 | 易生塵物料（揚塵物料） | 道路工程 | 工務工程 | 外判 | 清拆 | 重型機械
- 欠缺培訓的勞工／輸入勞工／非法勞工
- 動能工具（電動工具/氣動工具）
  - 角磨機 | 修邊機 | 圓鋸
- 塵 | 建築粉塵 | 木糠 | 水泥塵 | 石屎塵
- 有害的循環再造物料（例如某些重金屬含量超標的爐渣水泥）
- 飾面 | 微塑膠 |  碎片化
- 冷氣系統 | 室內空氣質素
- 含鉛油漆
- 水泥 | 混凝土 | 混凝土攪拌 | 混凝土廠 | 矽塵 | 石棉塵
- 矽肺病 | 肺癌 | 肺炎
- 揚塵 | 風 | 颱風 | 雨
- 燒焊
- 工業安全
- 鄉郊地區 | 寮屋 | 村屋 | DIY
- 重金屬 | PAHS | 6PPD | 苯
- 黑碳
- 露天焚燒
- 焚燒冥鏹（紙錢）| 傳統節日
- 垃圾焚化
- 炮竹 | 煙花
- 化石燃料 | 柴油
- 機油 | 黑市#燃料（非法燃油／鬼油）
- 電子廢物
- 回收場
- 堆填區 | 廢物處理
- 除草劑 | 除蟲劑 | 農藥
- 氣溶膠
- 交叉污染
- 二次污染
- 三手煙
- 過度旅遊
- 中國霧霾事件
- 臺灣空氣污染
- RCA污染事件
- 飛歌事件

## 備註
1. ↑  數字並不包括「新界小型屋宇建造工程及現有建築物的小規模改建、修葺、保養和室內裝修等工程，以及保養或修葺的定期合約。」
2. ↑  例如：此急症室等候時間數據與同一時段截取的空氣質素健康指數數據並不一致，指數顯示健康風險非常低，但接近一半醫院的急診室輪候時間卻超逾7小時。可是反過來說，雖然“健康風險低”有可能誤報，但如果指數標示為健康風險甚高的話，那就表示某些污染物濃度真的很高、而脆弱人群入院的機率也真的很大了（當然也有誤報可能，但可能性應該較低），所以指數還是有參考價值的。

## 延伸閲讀
- 燒街衣濃煙湧入公屋　室内pm2.5指數飈升8倍
- 一般樓宇建造工程：污染管制及解決方案
- 土方工程：污染管制及解決方案
- 裝修工程：空氣污染管制及解決方案
- 訂修噪音條例今起諮詢　管制住宅裝修使用撞擊式破碎機需呈報預繳
- 環保工地座談培訓講義，香港建造商會

## 外部連結
- 粉塵控制（附影片）
- 生塵工序舉例：修整石材 6m42s，切割木材 3m41s；在沒有防塵措施下使用電動工具（如在裝修／DIY時用修邊機）可於短時間內產生大量粉塵，犯法之餘更造成空氣污染、危害健康
- 專題 - 香港淪全球電子垃圾崗 01跨國偵查：重金屬毒禍新界（自2016年開始的調查；頁面存檔備份）